# Isiba Sigeru
Isiba Sigeru (石破 茂; Hepburn: Shigeru Ishiba; Tokió, 1957. február 4. –) japán politikus, Japán 65. miniszterelnöke. Isiba 1986-tól a japán országgyűlés alsóházában képviselő, 2024-től pártja, a Liberális Demokrata Párt elnöke. Több kormány tagja volt, köztük védelmi és mezőgazdasági miniszter is.
Országgyűlési képviselőként Isiba az agrár- és védelmi politikára szakosodott. Mijazava Kiicsi miniszterelnöksége alatt mezőgazdasági politikáért felelős parlamenti miniszterhelyettes volt, de 1993-ban kilépett az LDP-ből és belépett a Japán Megújulás Pártjába. 1997-ben visszatért az LDP-be, ezután több kormányzati és pártpolitikai pozíciót töltött be: a Japán Védelmi Ügynökség főigazgatója, honvédelmi miniszter és agrárminiszter, valamint az LDP főtitkára is volt.
Karrierje során Isiba az LDP egyik kulcsfigurájává nőtte ki magát és így többször indult a pártelnöki posztért. Először 2008-ban, amikor ötödik lett, 2012-ben és 2018-ban pedig Abe Sinzótól szenvedett vereséget. Abe lemondása után 2019-ben újra indult, ám harmadik helyen végzett Szuga Josihide mögött. Szuga lemondása után 2021-ben Isiba nem indult, ezt a választást Kisida Fumio nyerte. Kisida lemondása után 2024-ben viszont Isiba ötödszörre is megmérettette magát, ahol a második körben Takaicsi Szanaénál kapott több szavazatot és így az LDP elnöke lett. Pártelnökké való megválasztása után a japán parlament 2024. október 1-jén miniszterelnöknek is megválasztotta.

## Élete
Politikus családba született 1957. február 4-én Tokió Csijoda kerületében. Nagyapja és apja is politikus volt. Apja, Isiba Dzsiró kormánytisztviselőként dolgozott volt, majd építésügyi miniszterhelyettesként szolgált. Édesanyja tanár volt, és Kanamori Micsitomo keresztény lelkész unokája.
2002 és 2004 között A Japán Védelmi Ügynökség főigazgatója volt. 2007 és 2008 között Japán honvédelmi minisztere. 2008 és 2009 között Japán agrárminisztere. A Liberális Demokrata Párt főtitkára 2012 és 2014 között. 2024.október 1-től Japán miniszterelnöke és a Liberális Demokrata Párt elnöke.

## Miniszterelnökként
Isiba 2024. október 4-én adott első parlamenti beszédében mutatta be kormánya bel- és külpolitikai céljait. Belpolitika terén a miniszterelnök az alacsonyabb jövedelmű régiók felzárkóztatására, az áremelkedés miatt nehéz anyagi helyzetbe került háztartások megsegítésére és egy új katasztrófavédelmi kormányhivatal létrehozására fog összpontosítani. Külpolitika terén az új kabinet prioritása a japán-amerikai katonai kapcsolatok további elmélyítése és a régió biztonságának garantálása lesz. Isiba az LDP pártfinanszírozási botrányai miatt a japánok politikába vetett megingott hitének visszaszerzését is célul tűzte ki.
Miniszterelnökségének első évében Isiba két parlamenti választáson is átesett, mindkétszer gyengítve saját és pártja pozícióját. Isiba pár nappal megválasztása után feloszlatta a parlament alsóházát és új választást írt ki 2024 október 27-ére, a tervezettnél egy évvel korábban. A 2024. október 27-i választáson az LDP és koalíciós partnere, a Kómeitó elveszették többségüket, Isiba azóta kisebbségi kormány élén vezeti Japánt. Kilenc hónappal később, 2025. július 20-án az LDP és Kómeitó a felsőházi választáson is vereséget szenvedtek és ebben a házban is elveszették többségüket, az LDP 1955-ös alapítása óta így először történt meg az, hogy a parlament mindkét házában egyszerre került kisebbségbe.